# Bataille de Suoi Chau Pha
Guerre du Viêt Nam
Batailles
La bataille de Suoi Chau Pha est un engagement entre les forces armées australiennes et les forces armées vietcongs lors de la guerre du Viêt Nam qui se déroule le 6 août 1967.